# Битва под Сан-Пьетро (фильм)
«Битва под Сан-Пьетро» (англ. San Pietro, другое название англ. The Battle of San Pietro) — американский чёрно-белый короткометражный документальный фильм режиссёра Джона Хьюстона о битве под Сан-Пьетро, небольшой итальянской деревне. Премьера фильма состоялась 3 мая 1945 года.

## Сюжет
Италия, Сан-Пьетро-инфине, 8 — 17 декабря 1943 года, Вторая мировая война. Более тысячи американских солдат погибают в битве за точку, отделяющую войска союзников от немецкой армии.

## Съёмочная группа
- Режиссёр: Джон Хьюстон (нет в титрах)
- Сценарист: Джон Хьюстон (нет в титрах)
- Продюсеры (нет в титрах): Джон Хьюстон, Фрэнк Капра
- Операторы (нет в титрах): Джулс Бак, Джон Хьюстон
- Монтажёр: Джин Фоулер-младший
- Текст читает: Джон Хьюстон (нет в титрах)

## Признания
- 1991 — Внесение в Национальный реестр фильмов Национального совета США по сохранности фильмов[1].

Фильм сочли слишком прямым в изображении погибающих воинов, и Армия США запрещала показ картины, полагая, что она деморализует американских солдат.